# Wolfgang Schutzbar
Wolfgang Schutzbar (°1483, † 1566), est le trente-neuvième grand maître (magister generalis) de l’ordre Teutonique de 1543 à 1566.